# Ari Abdul
 (juillet 2025).
La mise en forme du texte ne suit pas les recommandations de Wikipédia : il faut le « wikifier ».
Les points d'amélioration suivants sont les cas les plus fréquents. Le détail des points à revoir est peut-être précisé sur la page de discussion.
- Les titres sont pré-formatés par le logiciel. Ils ne sont ni en capitales, ni en gras.
- Le texte ne doit pas être écrit en capitales (les noms de famille non plus), ni en gras, ni en italique, ni en « petit »…
- Le gras n'est utilisé que pour surligner le titre de l'article dans l'introduction, une seule fois.
- L'italique est rarement utilisé : mots en langue étrangère, titres d'œuvres, noms de bateaux, etc.
- Les citations ne sont pas en italique mais en corps de texte normal. Elles sont entourées par des guillemets français : « et ».
- Les listes à puces sont à éviter, des paragraphes rédigés étant largement préférés. Les tableaux sont à réserver à la présentation de données structurées (résultats, etc.).
- Les appels de note de bas de page (petits chiffres en exposant, introduits par l'outil «  Source ») sont à placer entre la fin de phrase et le point final[comme ça].
- Les liens internes (vers d'autres articles de Wikipédia) sont à choisir avec parcimonie. Créez des liens vers des articles approfondissant le sujet. Les termes génériques sans rapport avec le sujet sont à éviter, ainsi que les répétitions de liens vers un même terme.
- Les liens externes sont à placer uniquement dans une section « Liens externes », à la fin de l'article. Ces liens sont à choisir avec parcimonie suivant les règles définies. Si un lien sert de source à l'article, son insertion dans le texte est à faire par les notes de bas de page.
- La présentation des références doit suivre les conventions bibliographiques. Il est recommandé d'utiliser les modèles {{Ouvrage}}, {{Chapitre}}, {{Article}}, {{Lien web}} et/ou {{Bibliographie}}. Le mode d'édition visuel peut mettre en forme automatiquement les références.
- Insérer une infobox (cadre d'informations à droite) n'est pas obligatoire pour parachever la mise en page.

Pour une aide détaillée, merci de consulter Aide:Wikification.
Si vous pensez que ces points ont été résolus, vous pouvez retirer ce bandeau et améliorer la mise en forme d'un autre article.
 (juillet 2025).
Arianna Abdul (née le 6 octobre 2001) est une auteure, compositrice et interprète américaine originaire de Brooklyn, New York. Elle a sorti deux EPs et de nombreux singles, a fait des tournées internationales et s'est produite à Lollapalooza.

## Jeunesse et éducation
Abdul est né et a grandi à Brooklyn, New York. Son père est palestino-costaricien et sa mère est équatorienne.
Abdul a été influencé à la fois par la musique latine de sa mère et par le rock classique de son père. Elle attribue également à Nirvana, Lana Del Rey, The Neighbourhood, Billie Eilish et Arctic Monkeys l'influence de son style musical.

## Carrière

### 2022–2023: Débuts de carrière, EP, singles
Abdul n'a jamais envisagé une carrière de musicienne jusqu'à ce qu'elle sorte la chanson « Babydoll » en février 2022. Elle a enregistré la chanson dans sa chambre et a été convaincue par un ami de la mettre sur TikTok. La chanson est devenue virale et lui a valu un contrat avec Slumbo Labs et RCA Records.
Abdul a sorti « Stay » en avril 2022.
En septembre 2022, Abdul a sorti « Sinners », un duo avec elle et Thomas LaRosa.
Abdul a ensuite sorti un nouveau single en juin 2022 intitulé « Taste », qui a été décrit comme un « morceau envoûtant de musique indie/électro-pop » par Caesar Live N Loud.
En octobre 2022, elle a sorti son premier EP Fallen Angel, qui comprenait Babydoll, Stay et Taste sur la liste des morceaux. Son premier EP a été suivi d'une tournée promotionnelle au Royaume-Uni et en Europe qui a affiché complet.
En février 2023 et avril 2023, Abdul a sorti ses singles « Bored » et « You » respectivement,.
En juin 2023, elle sort « Haunt Your Dreams » et « Worship »,. Le même mois, elle annonce le « Hellgirl Tour », qui met en vedette Deadbeat Girl.
En août 2023, elle a fait une tournée en Europe et en Amérique du Nord et s'est produite à Lollapalooza,.
En septembre 2023, Abdul a sorti "Make Me Cry", une chanson collaborative avec Deadbeat Girl. Elle a également sorti « Bury You » le même mois.
En octobre 2023, Abdul a suivi avec son deuxième EP, CCTV, qui présentait « Bury You » comme l'une des chansons de la liste des pistes,.
En décembre 2023, Abdul et Two Feet sortent « Kill Anyone ».

### 2024–présent: Singles
En février 2024, Abdul a sorti « DFHMPU ».
En mai 2024, Abdul a sorti « DON'T ».
En août 2024, Abdul a sorti « Girls On The Internet ».
En novembre 2024, Abdul a participé à un remix de « Let The World Burn » de Chris Grey, avec G-Eazy et Abdul.
En décembre 2024, Abdul a participé au remix de « Questions » de Presley Regier.
En janvier 2025, Abdul et Jutes ont sorti une chanson intitulée « Red Velvet ».
En mars 2025, Abdul a sorti « Dreams » et un remix de Hardcore Romance avec Beach Weather,.
Le 8 mai 2025, Abdul et Ella boh ont sorti une chanson intitulée "out of order"
En juillet 2025, Abdul a sorti « Leave Me Here ».
Le 15 août, Abdul et Ella boh ont sorti une chanson intitulée "No fair"

## Discographie

### Singles
| Titre                                                                                               | Année | Certification | Album             |
| --------------------------------------------------------------------------------------------------- | ----- | ------------- | ----------------- |
| "Babydoll"                                                                                          | 2022  | RIAA : Or     | Fallen Angel (EP) |
| "Stay"                                                                                              | 2022  | —             | Fallen Angel (EP) |
| "Taste"                                                                                             | 2022  | —             | Fallen Angel (EP) |
| "Sinners" (avec Thomas LaRosa)                                                                      | 2022  | —             | Single            |
| "Bored"                                                                                             | 2023  | —             | Single            |
| "You"                                                                                               | 2023  | —             | Single            |
| "Haunt Your Dreams"                                                                                 | 2023  | —             | Single            |
| "Worship"                                                                                           | 2023  | —             | Single            |
| "Make Me Cry" (avec Deadbeat Girl)                                                                  | 2023  | —             | Single            |
| "Bury You"                                                                                          | 2023  | —             | CCTV (EP)         |
| "DFHMPU"                                                                                            | 2024  | —             | Single            |
| "Don't"                                                                                             | 2024  | —             | Single            |
| "Girls on the Internet"                                                                             | 2024  | —             | Single            |
| "Sexy Spooky Skeleton" (avec Ella Boh)                                                              | 2024  | —             | Single            |
| "Dreams"                                                                                            | 2025  | —             | Single            |
| "Alive"                                                                                             | 2025  | —             | Single            |
| "Leave Me Here"                                                                                     | 2025  | —             | Single            |
| "—" désigne les sorties qui n'ont pas été classées ou qui n'ont pas été publiées dans cette région. |       |               |                   |

#### En featuring
| Titre                                                                                               | Année | Album   |
| --------------------------------------------------------------------------------------------------- | ----- | ------- |
| "Kill Anyone" (Two Feet avec Ari Abdul)                                                             | 2023  | Singles |
| "Let the World Burn" (Chris Grey avec Ari Abdul et G-Eazy)                                          | 2024  | Singles |
| "Questions" (Presley Regier avec Ari Abdul)                                                         | 2024  | Singles |
| "Red Velvet" (Jutes avec Ari Abdul)                                                                 | 2024  | Singles |
| "Hardcore Romance" (Beach Weather avec Ari Abdul)                                                   | 2025  | Singles |
| "Out Of Order" (Ella Boh avec Ari Abdul)                                                            | 2025  | Singles |
| "—" désigne les sorties qui n'ont pas été classées ou qui n'ont pas été publiées dans cette région. |       |         |